# Twenty20 Cup 2020
Der Twenty20 Cup 2020 (aus Sponsoringgründen als Vitality Blast bezeichnet, oft auch nur T20 Blast) war die 18. Saison der englischen Twenty20-Meisterschaft, die vom 27. August bis zum 4. Oktober 2020 ausgetragen wurde. Im Finale konnte sich Nottinghamshire Outlaws gegen Surrey mit 6 Wickets durchsetzen.

## Format
Die 18 First-Class-Counties wurden nach regionalen Gesichtspunkten in drei Gruppen mit jeweils sechs Mannschaften aufgeteilt. In dieser Gruppenphase spielte jede Mannschaft einer Gruppe jeweils zweimal gegen jedes der anderen Teams. Nach dessen Abschluss qualifizierten sich die ersten vier einer Gruppe für die Viertelfinale. Die Halbfinale wurden dann zusammen mit dem Finale, vermarktet als Finals Day, an einem Tag in Birmingham ausgetragen.

## Gruppenphase

### North Group
Tabelle
Der Stand der Tabelle der North Group zum 14. September 2020.
| North Group             | Sp. | S | N | NR | P  | NRR    |
| ----------------------- | --- | - | - | -- | -- | ------ |
| Nottinghamshire Outlaws | 10  | 7 | 1 | 2  | 16 | +1.315 |
| Lancashire Lightning    | 10  | 5 | 3 | 2  | 12 | −0.250 |
| Leicestershire Foxes    | 10  | 4 | 3 | 3  | 11 | −0.180 |
| Durham                  | 10  | 4 | 5 | 1  | 9  | +0.421 |
| Yorkshire Vikings       | 10  | 3 | 5 | 2  | 8  | +0.297 |
| Derbyshire Falcons      | 10  | 1 | 7 | 2  | 4  | −1.583 |

Spiele
| 27. August Scorecard | Chester-le-Street | Lancashire Lightning 190-3 (20)          | – | Durham 163-7 (20) |
|                      |                   | Lancashire Lightning gewinnt mit 27 Runs |   |                   |

| 27. August Scorecard | Leicester | Derbyshire Falcons | – | Leicestershire Foxes |
|                      |           | Abgesagt           |   |                      |

| 29. August Scorecard | Chester-le-Street | Durham 181-3 (20)                             | – | Nottinghamshire Outlaws 185-4 (16.2) |
|                      |                   | Nottinghamshire Outlaws gewinnt mit 6 Wickets |   |                                      |

| 29. August Scorecard | Leicester | Leicestershire Foxes 150-9 (20) | – | Lancashire Lightning |
|                      |           | No Result                       |   |                      |

| 30. August Scorecard | Leeds | Yorkshire Vikings 220-5 (20)          | – | Derbyshire Falcons 121-9 (20) |
|                      |       | Yorkshire Vikings gewinnt mit 99 Runs |   |                               |

| 31. August Scorecard | Leeds | Leicestershire Foxes 177-6 (20)          | – | Durham 147-8 (20) |
|                      |       | Leicestershire Foxes gewinnt mit 30 Runs |   |                   |

| 31. August Scorecard | Leeds | Lancashire Lightning 178-5 (20)         | – | Derbyshire Falcons 174-7 (20) |
|                      |       | Lancashire Lightning gewinnt mit 4 Runs |   |                               |

| 31. August Scorecard | Nottingham | Yorkshire Vikings 190 (20)                    | – | Nottinghamshire Outlaws 194-4 (19.2) |
|                      |            | Nottinghamshire Outlaws gewinnt mit 6 Wickets |   |                                      |

| 2. September Scorecard | Liverpool | Lancashire Lightning | – | Nottinghamshire Outlaws |
|                        |           | Abgesagt             |   |                         |

| 2. September Scorecard | Chester-le-Street | Durham    | – | Derbyshire Falcons |
|                        |                   | No Result |   |                    |

| 2. September Scorecard | Leeds | Yorkshire Vikings | – | Leicestershire Foxes |
|                        |       | Abgesagt          |   |                      |

| 4. September Scorecard | Liverpool | Derbyshire Falcons 98-7 (20)               | – | Lancashire Lightning 102-2 (17.2) |
|                        |           | Lancashire Lightning gewinnt mit 8 Wickets |   |                                   |

| 4. September Scorecard | Nottingham | Nottinghamshire Outlaws 123-8 (20)            | – | Leicestershire Foxes 124-5 (15) |
|                        |            | Nottinghamshire Outlaws gewinnt mit 5 Wickets |   |                                 |

| 4. September Scorecard | Chester-le-Street | Yorkshire Vikings 198-3 (20)          | – | Durham 169 (19.1) |
|                        |                   | Yorkshire Vikings gewinnt mit 29 Runs |   |                   |

| 11. September Scorecard | Nottingham | Lancashire Lightning 167-5 (20)               | – | Nottinghamshire Outlaws 169-4 (17) |
|                         |            | Nottinghamshire Outlaws gewinnt mit 6 Wickets |   |                                    |

| 11. September Scorecard | Nottingham | Durham 223-2 (20)          | – | Derbyshire Falcons 168-5 (20) |
|                         |            | Durham gewinnt mit 55 Runs |   |                               |

| 11. September Scorecard | Leicester | Yorkshire Vikings 188-6 (20)               | – | Leicestershire Foxes 192-7 (20) |
|                         |           | Leicestershire Foxes gewinnt mit 3 Wickets |   |                                 |

| 13. September Scorecard | Nottingham | Nottinghamshire Outlaws 198-6 (20)          | – | Derbyshire Falcons 185-6 (20) |
|                         |            | Nottinghamshire Outlaws gewinnt mit 13 Runs |   |                               |

| 13. September Scorecard | Chester-le-Street | Leicestershire Foxes 130-9 (20) | – | Durham 132-4 (15.2) |
|                         |                   | Durham gewinnt mit 6 Wickets    |   |                     |

| 14. September Scorecard | Leeds | Yorkshire Vikings 145-9 (20)               | – | Lancashire Lightning 148-4 (17.5) |
|                         |       | Lancashire Lightning gewinnt mit 6 Wickets |   |                                   |

| 15. September Scorecard | Leicester | Derbyshire Falcons 147-8 (20)         | – | Leicestershire Foxes 143-4 (20) |
|                         |           | Derbyshire Falcons gewinnt mit 4 Runs |   |                                 |

| 16. September Scorecard | Leeds | Durham 147 (19.3)          | – | Yorkshire Vikings 104 (16.4) |
|                         |       | Durham gewinnt mit 43 Runs |   |                              |

| 17. September Scorecard | Nottingham | Derbyshire Falcons 142-8 (20)            | – | Nottinghamshire Outlaws 143-2 (14.1) |
|                         |            | Nottingham Outlaws gewinnt mit 8 Wickets |   |                                      |

| 17. September Scorecard | Manchester | Lancashire Lightning 167-6 (20)         | – | Yorkshire Vikings 160-6 (20) |
|                         |            | Lancashire Lightning gewinnt mit 7 Runs |   |                              |

| 18. September Scorecard | Manchester | Durham 152-2 (20)          | – | Lancashire Lightning 83 (15) |
|                         |            | Durham gewinnt mit 74 Runs |   |                              |

| 18. September Scorecard | Leicester | Nottinghamshire Outlaws 162-7 (20)         | – | Leicestershire Foxes 163-6 (19.5) |
|                         |           | Leicestershire Foxes gewinnt mit 4 Wickets |   |                                   |

| 20. September Scorecard | Leeds | Derbyshire Falcons 167-6 (20)           | – | Yorkshire Vikings 171-4 (20) |
|                         |       | Yorkshire Vikings gewinnt mit 6 Wickets |   |                              |

| 20. September Scorecard | Manchester | Leicestershire Foxes 154-5 (20)          | – | Lancashire Lightning 132-5 (20) |
|                         |            | Leicestershire Foxes gewinnt mit 22 Runs |   |                                 |

| 20. September Scorecard | Nottingham | Nottinghamshire Outlaws 150-6 (20)          | – | Durham 132 (19.1) |
|                         |            | Nottinghamshire Outlaws gewinnt mit 18 Runs |   |                   |

### Central Group
Tabelle
Der Stand der Tabelle der Central Group zum 18. September 2020.
| North Group                 | Sp. | S | N | NR | P  | NRR    |
| --------------------------- | --- | - | - | -- | -- | ------ |
| Gloucestershire             | 10  | 7 | 2 | 1  | 15 | +1.017 |
| Northamptonshire Steelbacks | 10  | 5 | 4 | 1  | 11 | +0.053 |
| Birmingham Bears            | 10  | 5 | 4 | 1  | 11 | −0.634 |
| Somerset                    | 10  | 4 | 5 | 1  | 9  | +0.653 |
| Glamorgan                   | 10  | 4 | 5 | 1  | 9  | −0.304 |
| Worcestershire Rapids       | 10  | 2 | 7 | 1  | 5  | −0.789 |

Spiele
| 27. August Scorecard | Bristol | Gloucestershire | – | Northamptonshire Steelbacks |
|                      |         | Abgesagt        |   |                             |

| 28. August Scorecard | Birmingham | Birmingham Bears | – | Somerset |
|                      |            | Abgesagt         |   |          |

| 29. August Scorecard | Worcester | Worcestershire Rapids 124-7 (20)                  | – | Northamptonshire Steelbacks 128-1 (15.1) |
|                      |           | Northamptonshire Steelbacks gewinnt mit 9 Wickets |   |                                          |

| 29. August Scorecard | Bristol | Glamorgan 150-7 (20)          | – | Gloucestershire 135 (20) |
|                      |         | Glamorgan gewinnt mit 15 Runs |   |                          |

| 30. August Scorecard | Cardiff | Glamorgan 140-9 (20)                   | – | Birmingham Bears 141-4 (18.5) |
|                      |         | Birmingham Bears gewinnt mit 6 Wickets |   |                               |

| 30. August Scorecard | Northampton | Northamptonshire Steelbacks 171-6 (20)         | – | Somerset 162-8 (20) |
|                      |             | Northamptonshire Steelbacks gewinnt mit 9 Runs |   |                     |

| 31. August Scorecard | Worcester | Gloucestershire 197-3 (20)          | – | Worcestershire Rapids 175-8 (20) |
|                      |           | Gloucestershire gewinnt mit 22 Runs |   |                                  |

| 1. September Scorecard | Northampton | Northamptonshire Steelbacks 158-7 (20)          | – | Birmingham Bears 120 (19.5) |
|                        |             | Northamptonshire Steelbacks gewinnt mit 38 Runs |   |                             |

| 1. September Scorecard | Taunton | Glamorgan 133-8 (20)           | – | Somerset 134-2 (16.1) |
|                        |         | Somerset gewinnt mit 8 Wickets |   |                       |

| 2. September Scorecard | Birmingham | Gloucestershire 157-3 (12/12)       | – | Birmingham Bears 100 (11.1/12) |
|                        |            | Gloucestershire gewinnt mit 57 Runs |   |                                |

| 3. September Scorecard | Birmingham | Somerset 229-8 (20)          | – | Worcestershire Rapids 213-7 (20) |
|                        |            | Somerset gewinnt mit 16 Runs |   |                                  |

| 3. September Scorecard | Birmingham | Glamorgan 160-7 (20)                              | – | Northamptonshire Steelbacks 161-6 (19.2) |
|                        |            | Northamptonshire Steelbacks gewinnt mit 4 Wickets |   |                                          |

| 4. September Scorecard | Bristol | Gloucestershire 181-4 (20)          | – | Worcestershire Rapids 151-9 (20) |
|                        |         | Gloucestershire gewinnt mit 30 Runs |   |                                  |

| 4. September Scorecard | Taunton | Birmingham Bears 107-4 (12/12)                   | – | Somerset 120-7 (12/12) |
|                        |         | Birmingham Bears gewinnt mit 4 Runs (D/L method) |   |                        |

| 11. September Scorecard | Northampton | Gloucestershire 185-6 (20)          | – | Northamptonshire Steelbacks 150-6 (20) |
|                         |             | Gloucestershire gewinnt mit 35 Runs |   |                                        |

| 11. September Scorecard | Taunton | Worcestershire Rapids 168-4 (20)         | – | Somerset 165-8 (20) |
|                         |         | Worcestershire Rapids gewinnt mit 3 Runs |   |                     |

| 11. September Scorecard | Birmingham | Birmingham Bears 142-9 (20)          | – | Glamorgan 129-8 (20) |
|                         |            | Birmingham Bears gewinnt mit 13 Runs |   |                      |

| 13. September Scorecard | Worcester | Worcestershire Rapids 178-4 (20)       | – | Birmingham Bears 181-4 (19.1) |
|                         |           | Birmingham Bears gewinnt mit 6 Wickets |   |                               |

| 13. September Scorecard | Cardiff | Northamptonshire Steelbacks 98 (17.2) | – | Glamorgan 99-3 (16) |
|                         |         | Glamorgan gewinnt mit 7 Wickets       |   |                     |

| 13. September Scorecard | Cardiff | Gloucestershire 203-6 (20)          | – | Somerset 192-8 (20) |
|                         |         | Gloucestershire gewinnt mit 11 Runs |   |                     |

| 15. September Scorecard | Bristol | Gloucestershire 173-6 (20)          | – | Birmingham Bears 123 (17.1) |
|                         |         | Gloucestershire gewinnt mit 50 Runs |   |                             |

| 15. September Scorecard | Northampton | Worcestershire Rapids 178-6 (20)         | – | Northamptonshire Steelbacks 170-7 (20) |
|                         |             | Worcestershire Rapids gewinnt mit 8 Runs |   |                                        |

| 16. September Scorecard | Cardiff | Somerset 183-3 (20)          | – | Glamorgan 117 (15.5) |
|                         |         | Somerset gewinnt mit 66 Runs |   |                      |

| 18. September Scorecard | Taunton | Northamptonshire Steelbacks 140-9 (20) | – | Somerset 146-3 (18) |
|                         |         | Somerset gewinnt mit 7 Wickets         |   |                     |

| 18. September Scorecard | Birmingham | Birmingham Bears 179-6 (20)          | – | Worcestershire Rapids 163-8 (20) |
|                         |            | Birmingham Bears gewinnt mit 16 Runs |   |                                  |

| 18. September Scorecard | Cardiff | Glamorgan 188-4 (20)          | – | Gloucestershire 171-6 (20) |
|                         |         | Glamorgan gewinnt mit 17 Runs |   |                            |

| 20. September Scorecard | Birmingham | Birmingham Bears 191-5 (20)                       | – | Northamptonshire Steelbacks 193-7 (18.5) |
|                         |            | Northamptonshire Steelbacks gewinnt mit 3 Wickets |   |                                          |

| 20. September Scorecard | Bristol | Somerset 161-7 (20)                   | – | Gloucestershire 163-8 (20) |
|                         |         | Gloucestershire gewinnt mit 2 Wickets |   |                            |

| 20. September Scorecard | Worcester | Worcestershire Rapids 190-3 (20) | – | Glamorgan 196-4 (19.4) |
|                         |           | Glamorgan gewinnt mit 6 Wickets  |   |                        |

### South Group
Tabelle
Der Stand der Tabelle der South Group zum 18. September 2020.
| North Group    | Sp. | S | N | U | NR | P  | NRR    |
| -------------- | --- | - | - | - | -- | -- | ------ |
| Surrey         | 10  | 7 | 1 | 1 | 1  | 16 | +0.651 |
| Sussex Sharks  | 10  | 6 | 3 | 0 | 1  | 13 | +0.377 |
| Kent Spitfires | 10  | 5 | 3 | 1 | 1  | 12 | +0.108 |
| Middlesex      | 10  | 3 | 5 | 1 | 1  | 8  | −0.296 |
| Essex Eagles   | 10  | 2 | 6 | 1 | 1  | 6  | −0.003 |
| Hampshire      | 10  | 2 | 7 | 0 | 1  | 5  | −0.803 |

Spiele
| 27. August Scorecard | Canterbury | Hampshire 139-6 (20) | – | Kent Spitfires 52-0 (4.1) |
|                      |            | No Result            |   |                           |

| 27. August Scorecard | Chelmsford | Middlesex 184-5 (20) | – | Essex Eagles 10-0 (1.3/16) |
|                      |            | No Result            |   |                            |

| 28. August Scorecard | Hove | Sussex Sharks 116-5 (15.2) | – | Surrey |
|                      |      | No Result                  |   |        |

| 29. August Scorecard | London (Lord’s) | Middlesex 209-4 (20) | – | Kent Spitfires 209-5 (20) |
|                      |                 | Unentschieden        |   |                           |

| 30. August Scorecard | Hove | Hampshire 176-5 (20)                | – | Sussex Sharks 177-4 (19.5) |
|                      |      | Sussex Sharks gewinnt mit 6 Wickets |   |                            |

| 30. August Scorecard | London (Oval) | Essex Eagles 143-6 (20) | – | Surrey 143-8 (20) |
|                      |               | Unentschieden           |   |                   |

| 1. September Scorecard | Canterbury | Surrey 161-4 (20)                   | – | Kent Spitfires 162-5 (18.3) |
|                        |            | Kent Spitfire gewinnt mit 5 Wickets |   |                             |

| 1. September Scorecard | Chelmsford | Essex Eagles 139-6 (20)         | – | Hampshire 140-5 (19.5) |
|                        |            | Hampshire gewinnt mit 5 Wickets |   |                        |

| 1. September Scorecard | London (Lord’s) | Middlesex 165-5 (20)                | – | Sussex Sharks 168-7 (19.2) |
|                        |                 | Sussex Sharks gewinnt mit 3 Wickets |   |                            |

| 3. September Scorecard | Hove | Kent Spitfires 195-5 (20)       | – | Sussex Sharks 194-7 (20) |
|                        |      | Kent Spitfire gewinnt mit 1 Run |   |                          |

| 3. September Scorecard | London (Lord’s) | Middlesex 167-7 (20)         | – | Essex Eagles 156-8 (20) |
|                        |                 | Middlesex gewinnt mit 11 Run |   |                         |

| 3. September Scorecard | London (Oval) | Hampshire 77-5 (11/11)                    | – | Surrey 81-1 (10.4/11) |
|                        |               | Surrey gewinnt mit 9 Wickets (D/L method) |   |                       |

| 5. September Scorecard | London (Oval) | Kent Spitfires 192-6 (20)         | – | Essex Eagles 163-7 (20) |
|                        |               | Kent Spitfire gewinnt mit 29 Runs |   |                         |

| 5. September Scorecard | London (Oval) | Middlesex 113-9 (20)         | – | Surrey 116-4 (18.1) |
|                        |               | Surrey gewinnt mit 6 Wickets |   |                     |

| 10. September Scorecard | Southampton | Sussex Sharks 159-5 (20)          | – | Hampshire 146-6 (20) |
|                         |             | Sussex Sharks gewinnt mit 13 Runs |   |                      |

| 11. September Scorecard | Chelmsford | Essex Eagles 195-8 (20)      | – | Surrey 198-6 (20) |
|                         |            | Surrey gewinnt mit 4 Wickets |   |                   |

| 12. September Scorecard | Canterbury | Kent Spitfires 141-8 (20)           | – | Sussex Sharks 145-2 (15.4) |
|                         |            | Sussex Sharks gewinnt mit 8 Wickets |   |                            |

| 12. September Scorecard | London (Lord’s) | Middlesex 142-6 (20)          | – | Hampshire 123 (18.5) |
|                         |                 | Middlesex gewinnt mit 19 Runs |   |                      |

| 14. September Scorecard | Hove | Essex Eagles 197-5 (20)          | – | Sussex Sharks 185-8 (20) |
|                         |      | Essex Eagles gewinnt mit 12 Runs |   |                          |

| 14. September Scorecard | Southampton | Hampshire 182-6 (20)                 | – | Kent Spitfires 183-2 (17.1) |
|                         |             | Kent Spitfires gewinnt mit 8 Wickets |   |                             |

| 14. September Scorecard | London (Lord’s) | Surrey 218-5 (20)          | – | Middlesex 188-5 (20) |
|                         |                 | Surrey gewinnt mit 30 Runs |   |                      |

| 16. September Scorecard | Southampton | Essex Eagles 168-3 (20)          | – | Hampshire 114-9 (20) |
|                         |             | Essex Eagles gewinnt mit 54 Runs |   |                      |

| 16. September Scorecard | Canterbury | Middlesex 184-6 (20)         | – | Kent Spitfires 182-7 (20) |
|                         |            | Middlesex gewinnt mit 2 Runs |   |                           |

| 16. September Scorecard | London (Oval) | Sussex Sharks 165-7 (20)     | – | Surrey 167-6 (20) |
|                         |               | Surrey gewinnt mit 4 Wickets |   |                   |

| 18. September Scorecard | Canterbury | Essex Eagles 167-9 (20)              | – | Kent Spitfires 171-6 (19.4) |
|                         |            | Kent Spitfires gewinnt mit 4 Wickets |   |                             |

| 18. September Scorecard | Southampton | Hampshire 138-8 (20)         | – | Surrey 143-1 (15.2) |
|                         |             | Surrey gewinnt mit 9 Wickets |   |                     |

| 18. September Scorecard | Hove | Middlesex 155-8 (20)                | – | Sussex Sharks 158-7 (19.2) |
|                         |      | Sussex Sharks gewinnt mit 3 Wickets |   |                            |

| 20. September Scorecard | Chelmsford | Essex Eagles 136-9 (20)             | – | Sussex Sharks 137-6 (18.2) |
|                         |            | Sussex Sharks gewinnt mit 4 Wickets |   |                            |

| 20. September Scorecard | Southampton | Hampshire 141-9 (20)          | – | Middlesex 121 (18) |
|                         |             | Hampshire gewinnt mit 20 Runs |   |                    |

| 20. September Scorecard | London (Oval) | Kent Spitfires 159-8 (20)    | – | Surrey 161-4 (18.4) |
|                         |               | Surrey gewinnt mit 6 Wickets |   |                     |

## Playoffs

### Viertelfinale
| 1. Oktober Scorecard | London (Oval) | Surrey 169-2 (20)          | – | Kent Spitfires 113-7 (20) |
|                      |               | Surrey gewinnt mit 56 Runs |   |                           |

| 1. Oktober Scorecard | Hove | Lancashire Lightning 140-8 (20)          | – | Susses Sharks 95 (17.2) |
|                      |      | Lancashire Lightning gewinnt mit 45 Runs |   |                         |

| 1. Oktober Scorecard | Northampton | Northampton Steelbacks 113 (19.4)     | – | Gloucestershire 114-3 (11.5) |
|                      |             | Gloucestershire gewinnt mit 7 Wickets |   |                              |

| 1. Oktober Scorecard | Nottingham | Leicestershire Foxes 139-7 (20) | – | Nottingham Outlaws 139-7 (20) |
|                      |            | Unentschieden                   |   |                               |

Nottingham Outlaws qualifizierte sich für das Halbfinale auf Grund mehr erzielter Runs im Powerplay.

### Halbfinale
| 4. Oktober Scorecard | Birmingham | Gloucestershire 73-7 (11/11) | – | Surrey 74-4 (9.4/11) |
|                      |            | Surrey gewinnt mit 6 Wickets |   |                      |

| 4. Oktober Scorecard | Birmingham | Lancashire Lightning 94-4 (11/11)             | – | Nottingham Outlaws 95-5 (8.2/11) |
|                      |            | Nottinghamshire Outlaws gewinnt mit 5 Wickets |   |                                  |

### Finale
| 4. Oktober Scorecard | Birmingham | Surrey 127-7 (16/16)                     | – | Nottingham Outlaws 129-4 (13.2) |
|                      |            | Nottingham Outlaws gewinnt mit 6 Wickets |   |                                 |